# The Goodbye Girl
The Goodbye Girl is een romantische komedie/drama film uit 1977 geregisseerd door Herbert Ross. De hoofdrollen werden gespeeld door Richard Dreyfuss en Marsha Mason.
De film werd genomineerd voor vijf Oscars, waaronder de Oscar voor Beste Film. De film wist uiteindelijk een nominatie te verzilveren. 

## Rolverdeling
- Richard Dreyfuss als Elliot Garfield
- Marsha Mason als Paula McFadden
- Quinn Cummings als Lucy McFadden
- Paul Benedict als Mark
- Barbara Rhoades als Donna
- Theresa Merritt als Mrs. Crosby
- Michael Shawn als Ronnie
- Patricia Pearcy als Rhonda
- Nicol Williamson als Oliver Fry

## Prijzen en nominaties
| Jaar | Prijs                    | Categorie        | Genomineerde(n) | Uitslag     |
| ---- | ------------------------ | ---------------- | --------------- | ----------- |
| 1978 | Academy Awards           | Beste film       | Beste film      | Genomineerd |
| 1978 | Beste acteur             | Richard Dreyfuss | Gewonnen        |             |
| 1978 | Beste actrice            | Marsha Mason     | Genomineerd     |             |
| 1978 | Beste vrouwelijke bijrol | Quinn Cummings   | Genomineerd     |             |
| 1978 | Beste originele scenario | Neil Simon       | Genomineerd     |             |